# Aranza Salut
Aranza Salut (12 de julio de 1991, Buenos Aires) es una tenista profesional argentina que disputa el circuito de la Federación Internacional de Tenis. El 19 de abril de 2010 estaba situada en el puesto 310 del ranking mundial.

## Trayectoria
Su mayor logro hasta el momento ha sido ganar el torneo de Campos do Jordão, en Brasil en agosto de 2010, que estaba dotado con un premio de 25.000 dólares. En 2011 también ganó otro torneo valorado en 25.000 dólares en Itaparica en la modalidad de dobles. Además de ese torneo ha ganado otros cuatro individuales y seis de dobles con un valor de 10.000 dólares.

## Finales del circuito ITF

### Individuales 8 (4-4)
| Torneos de $100,000 |
| Torneos de $75,000  |
| Torneos de $50,000  |
| Torneos de $25,000  |
| Torneos de $10,000  |

| Resultado   | N.º | Fecha                    | Torneo                   | Superficie | Rival                        | Marcador    |
| Campeona    | 1.  | 19 de abril de 2008      | Villa Allende, Argentina | Arcilla    | Nathalie Rossi               | 6-2 6-4     |
| Subcampeona | 2.  | 3 de mayo de 2008        | Bell Ville, Argentina    | Arcilla    | Katalin Marosi               | 2-6 2-6     |
| Campeona    | 3.  | 28 de septiembre de 2008 | Serra Negra, Brasil      | Arcilla    | Bianca Botto                 | 6-4 6-4     |
| Campeona    | 4.  | 12 de octubre de 2008    | Mogi das Cruzes, Brasil  | Arcilla    | Fernanda Hermenegildo        | 7-6(3) 6-1  |
| Subcampeona | 5.  | 23 de noviembre de 2008  | Montevideo, Uruguay      | Arcilla    | Estefanía Carciun            | 4-6 6-3 2-6 |
| Subcampeona | 6.  | 29 de marzo de 2009      | Metepec, México          | Dura       | María Irigoyen               | 6-7(6) 1-6  |
| Subcampeona | 7.  | 24 de mayo de 2009       | Santos, Brasil           | Arcilla    | Monique Adamczak             | 2-6 1-6     |
| Campeona    | 8.  | 1 de agosto de 2010      | Campos do Jordao, Brasil | Dura       | María Fernanda Álvarez Terán | 2-6 7-5 6-3 |
| Campeona    | 9.  | 2012                     | Arequipa, Perú           | Arcilla    |                              |             |

### Dobles 6 (3-3)
| Torneos de $100,000 |
| Torneos de $75,000  |
| Torneos de $50,000  |
| Torneos de $25,000  |
| Torneos de $10,000  |

| Resultado   | N.º | Fecha                   | Torneo                     | Superficie | Compañera                       | Rivales                                      | Marcador       |
| Campeona    | 1.  | 18 de abril de 2008     | Villa Allende, Argentina   | Arcilla    | Claudia Razzeto                 | Marclea-Guimarães Bueno Luciana Sarmenti     | 6-4 7-5        |
| Subcampeona | 2.  | 23 de agosto de 2008    | Bell Ville, Argentina      | Arcilla    | Vanesa Furlanetto               | Carla Beltrami Tatiana Bua                   | No disputado   |
| Campeona    | 3.  | 4 de octubre de 2008    | Curitiba, Brasil           | Arcilla    | Karen Emilia Castiblanco Duarte | Gisele Miro Isabela Miro                     | 1-6 6-2 [10-8] |
| Campeona    | 4.  | 12 de octubre de 2008   | Mogi das Cruzes, Brasil    | Arcilla    | Karen Emilia Castiblanco Duarte | Monique Albuquerque Paula Cristina Goncalves | 6-3 6-1        |
| Subcampeona | 5.  | 15 de agosto de 2009    | Buenos Aires, Argentina    | Arcilla    | Carla Beltrami                  | Luciana Sarmenti Emilia Yorio                | 3-6 3-6        |
| Subcampeona | 6.  | 4 de septiembre de 2010 | Santa Fe, Argentina        | Arcilla    | Tatiana Bua                     | Karen Emilia Castiblanco Duarte Camila Silva | 6-4 3-6 [6-10] |
| Campeona    | 7.  | 2011                    | Itaparica, Brasil          | Dura       |                                 |                                              |                |
| Campeona    | 8.  | 2012                    | Villa del Dique, Argentina | Arcilla    |                                 |                                              |                |
| Campeona    | 9.  | 2012                    | Trujillo, Perú             | Arcilla    |                                 |                                              |                |
| Campeona    | 10. | 2012                    | Santiago de Chile, Chile   | Arcilla    |                                 |                                              |                |